# Лавијано
Лавијано (итал. Laviano) је насеље у Италији у округу Салерно, региону Кампанија.
Према процени из 2011. у насељу је живело 1199 становника. Насеље се налази на надморској висини од 506 м.

## Становништво
| 1931. | 1936. | 1951. | 1961. | 1971. | 1981. | 1991. | 2001. | 2011. |
| ----- | ----- | ----- | ----- | ----- | ----- | ----- | ----- | ----- |
| 1.909 | 2.043 | 2.413 | 2.289 | 2.240 | 1.698 | 1.878 | 1.591 | 1.485 |